# Danièle Thompson

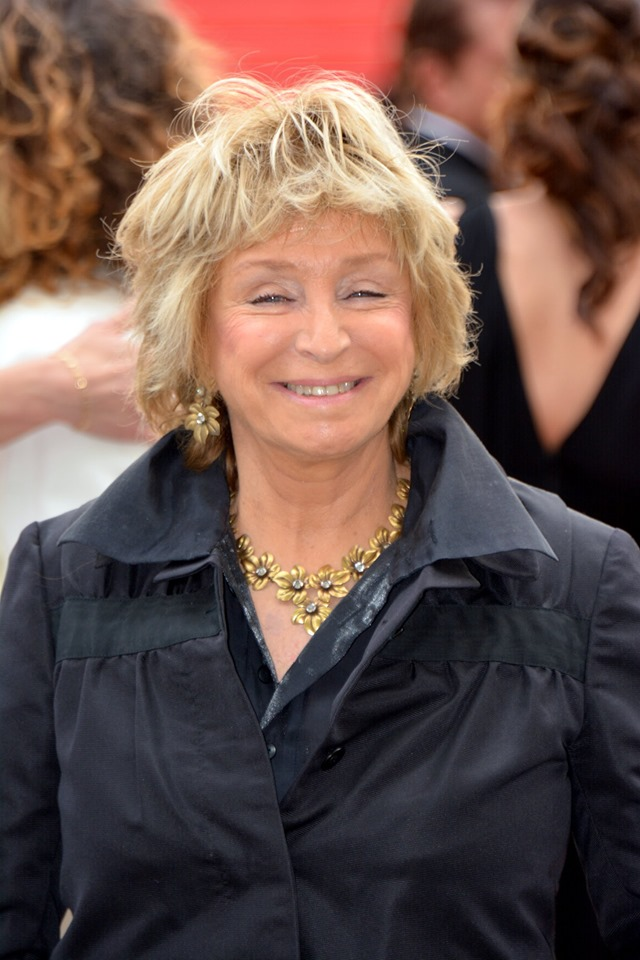
Danièle Thompson (2019)

Danièle Thompson (* 3. Januar 1942 in Monaco) ist eine französische Drehbuchautorin und Regisseurin.

## Leben und berufliche Entwicklung
Danièle Thompson, Tochter der Schauspielerin Jacqueline Roman und des Schauspielers, Drehbuchautors und Regisseurs Gérard Oury, verfasste bereits mit Mitte 20 zusammen mit ihrem Vater das Drehbuch zum Film Drei Bruchpiloten in Paris, auch bekannt als Die große Sause (1966). Es folgten weitere neun erfolgreiche gemeinsame Filme. Auch mit dem Drehbuchautor und Regisseur Jean-Charles Tacchella konnte sie ihre Begabung für komödiantisches und optimistisches Schreiben unter Beweis stellen; der gemeinsame Film Cousin, Cousine (1975) wurde 1977 für den Oscar nominiert. Ihr bevorzugtes Thema, die Familie, zieht sich wie ein roter Faden durch ihre Filmarbeit, ob in weiteren Komödien wie La Boum – Die Fete (1980) oder auch anspruchsvollen Filmdramen wie Patrice Chéreaus Wer mich liebt, nimmt den Zug (1996). Im Vordergrund ihrer Arbeit steht jedoch am Ende des Films der Optimismus und die genaue Betrachtung des Verhaltens einer bestimmten Gruppe von Menschen.
Bei den Internationalen Filmfestspielen von Cannes war Thompson 1986 unter dem Jurypräsidenten Sydney Pollack Mitglied der Jury.
Ihr Sohn Christopher Thompson (* 1966) steht, wie sie es bei ihrem Vater gemacht hat, seit ihrem Regiedebüt La Bûche (1999) als Ko-Autor an ihrer Seite. Die Psychologin und Autorin Caroline Thompson (* 1964) ist ihre Tochter.
2007 war ihr Film Ein perfekter Platz einer von 61 Filmen, der durch ein Komitee in die Vorauswahl von insgesamt neun Filmen für den Besten fremdsprachigen Film beim Oscar gewählt wurde. Für eine zweite Oscar-Nominierung reichte es jedoch nicht. Es folgte die Gesellschaftskomödie Affären à la carte, die im Sommer 2009 in den deutschen Kinos zu sehen war.

## Filmografie (Auswahl)

### Als Drehbuchautorin
- 1966: Drei Bruchpiloten in Paris, auch: „Die große Sause“ (La Grande vadrouille; Regie: Gérard Oury)
- 1969: Das Superhirn (Le Cerveau; Regie: Gérard Oury)
- 1971: Die dummen Streiche der Reichen (La Folie des grandeurs; Regie: Gérard Oury)
- 1973: Die Abenteuer des Rabbi Jacob (Les Aventures de Rabbi Jacob; Regie: Gérard Oury)
- 1975: Cousin, Cousine (Cousin, cousine; Regie: Jean-Charles Tacchella)
- 1978: Va voir maman, papa travaille (Regie: François Leterrier)
- 1978: Claudine à Paris (Regie: Édouard Molinaro) (TV)
- 1978: Der Sanfte mit den schnellen Beinen (La Carapate; Regie: Gérard Oury)
- 1980: Petit déjeuner compris (Regie: Michel Berny) (TV)
- 1980: Die Regenschirmmörder (Le Coup du parapluie)
- 1980: La Boum – Die Fete (La Boum; Regie: Claude Pinoteau)
- 1982: Das As der Asse (L’As des as; Regie: Gérard Oury)
- 1982: La Boum 2 – Die Fete geht weiter (La Boum 2; Regie: Claude Pinoteau)
- 1984: La Vengeance du serpent à plumes (Regie: Gérard Oury)
- 1986: Die Geheimschublade (Le Tiroir secret, Regie: Michel Boisrond und Roger Gillioz) (TV-Miniserie)
- 1987: Wer hat dem Rabbi den Koks geklaut? (Lévy et Goliath, Regie: Gérard Oury)
- 1987: Maladie d’amour (Regie: Jacques Deray)
- 1988: L’Étudiante (Regie: Claude Pinoteau)
- 1989: Vanille fraise (Regie: Gérard Oury)
- 1991: La Neige et le feu (Regie: Claude Pinoteau)
- 1992: La Femme de l’amant (Regie: Christopher Frank) (TV-Film)
- 1993: Les Marmottes (Regie: Élie Chouraqui)
- 1994: Die Bartholomäusnacht (La Reine Margot; Regie: Patrice Chéreau)
- 1997: Des gens si bien élevés (Regie: Alain Nahum) (TV-Film)
- 1997: Le Rouge et le Noir (Regie: Jean-Daniel Verhaeghe) (TV-Film)
- 1998: Paparazzi (Regie: Alain Berbérian)
- 1998: Wer mich liebt, nimmt den Zug (Ceux qui m’aiment prendront le train)
- 1999: Meine schöne Schwiegermutter (Belle Maman)
- 2000: La Bicyclette bleue (Fernsehfilm)
- 2001: Belphégor (Belphégor, le fantôme du Louvre)
- 2004: Der Hals der Giraffe (Le Cou de la girafe)

### Als Regisseurin und Drehbuchautorin
- 1999: La Bûche (Ko-Autor Christopher Thompson)
- 2002: Jet Lag – Oder wo die Liebe hinfliegt (Décalage horaire; Ko-Autor Christopher Thompson)
- 2006: Ein perfekter Platz (Fauteuils d’orchestre; Ko-Autor Christopher Thompson)
- 2009: Affären à la carte (Le Code a changé; Ko-Autor Christopher Thompson)
- 2013: Eine Hochzeit und andere Hindernisse (Des gens qui s’embrassent)
- 2016: Meine Zeit mit Cézanne (Cézanne et moi)

## Auszeichnungen
- 1977: Oscar-Nominierung für das Beste Original-Drehbuch zusammen mit Jean-Charles Tacchella für den Film Cousin, Cousine
- Insgesamt fünfmal wurde Thompson für den César nominiert:
  - 1995: Bestes Drehbuch für Die Bartholomäusnacht zusammen mit Patrice Chéreau
  - 1999: Bestes Drehbuch für Wer mich liebt, nimmt den Zug zusammen mit Patrice Chéreau und Pierre Trividic
  - 2000: Bestes Erstlingswerk für La Bûche
  - 2000: Bestes Drehbuch für La Bûche zusammen mit Christopher Thompson
  - 2007: Bestes Original-Drehbuch für Fauteuils d’orchestre zusammen mit Christopher Thompson
- Am 12. April 2009 hat man ihr den französischen Verdienstorden Officier de la Légion d’Honneur (O. LH) verliehen.[2]